# Alopecosa osellai
Alopecosa osellai là một loài nhện trong họ Lycosidae.
Loài này thuộc chi Alopecosa. Alopecosa osellai được Lugetti & Tongiorgi miêu tả năm 1969.